# Lưới quăng

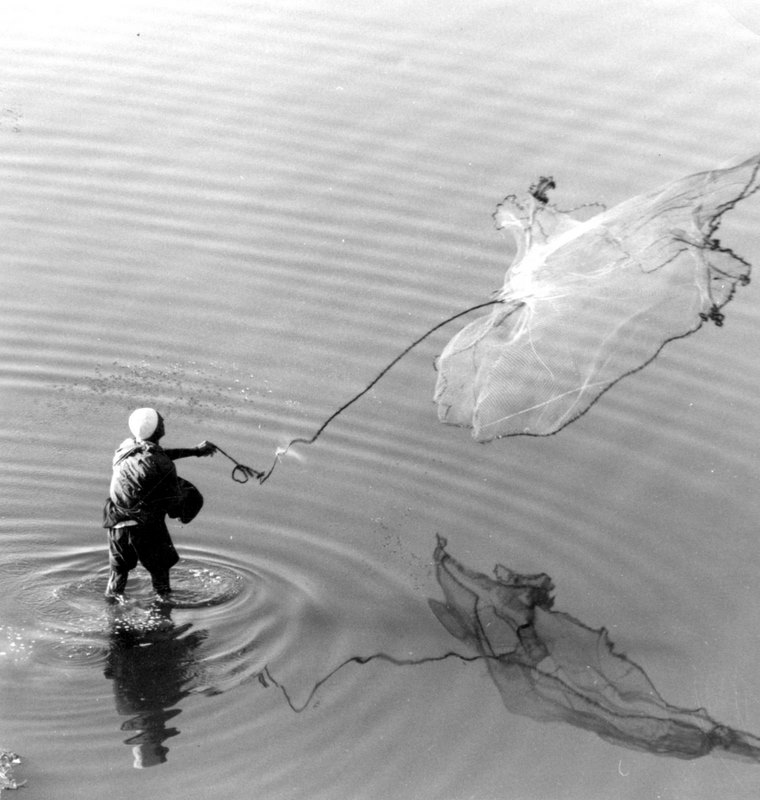
Casting the Net (Quăng Lưới), do nhiếp ảnh gia người Iraq Murad al-Daghistani chụp, thập niên 1930.

Lưới quăng hay chài là một thứ lưới để bắt cá. Đây là một tấm lưới tròn với chì gắn trên mép lưới.
Người chài quăng lưới làm sao cho nó trải rộng ra trước khi ụp xuống nước; kỹ thuật này gọi là quăng lưới hay quăng chài. Khi kéo lưới về thì cá mắc vào lưới. Công cụ đơn giản này đặc biệt hiệu quả khi bắt cá mồi và cá ăn nhỏ, và đã được con người tận dụng trong hàng ngàn năm.

## Cấu tạo và sử dụng

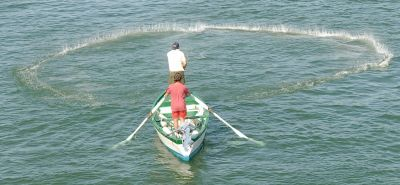
Lưới khi vừa chạm mặt nước

Lưới quăng ngày nay thường có bán kính 1,2- 3,6 mét. Chỉ người thật khoẻ mới nhấc nổi lưới lớn hơn khi nó dính đầy cá. Chì nằm dọc theo mép lưới. Gắn vào lưới còn có dây kéo; người quăng lưới nắm một đầu dây sau khi quăng. Khi cá dính lưới thì người chài có thể kéo dây.
Lưới quăng hoạt động tốt hơn hết ở nơi nước nông, không có chướng ngại vật. Cây cối như lau sậy có thể làm rối hay rách lưới. Động tác quăng lưới có phần giống động tác ném búa. Có thể quăng lưới từ trên xuồng, trên bờ hay khi đang lội nước.

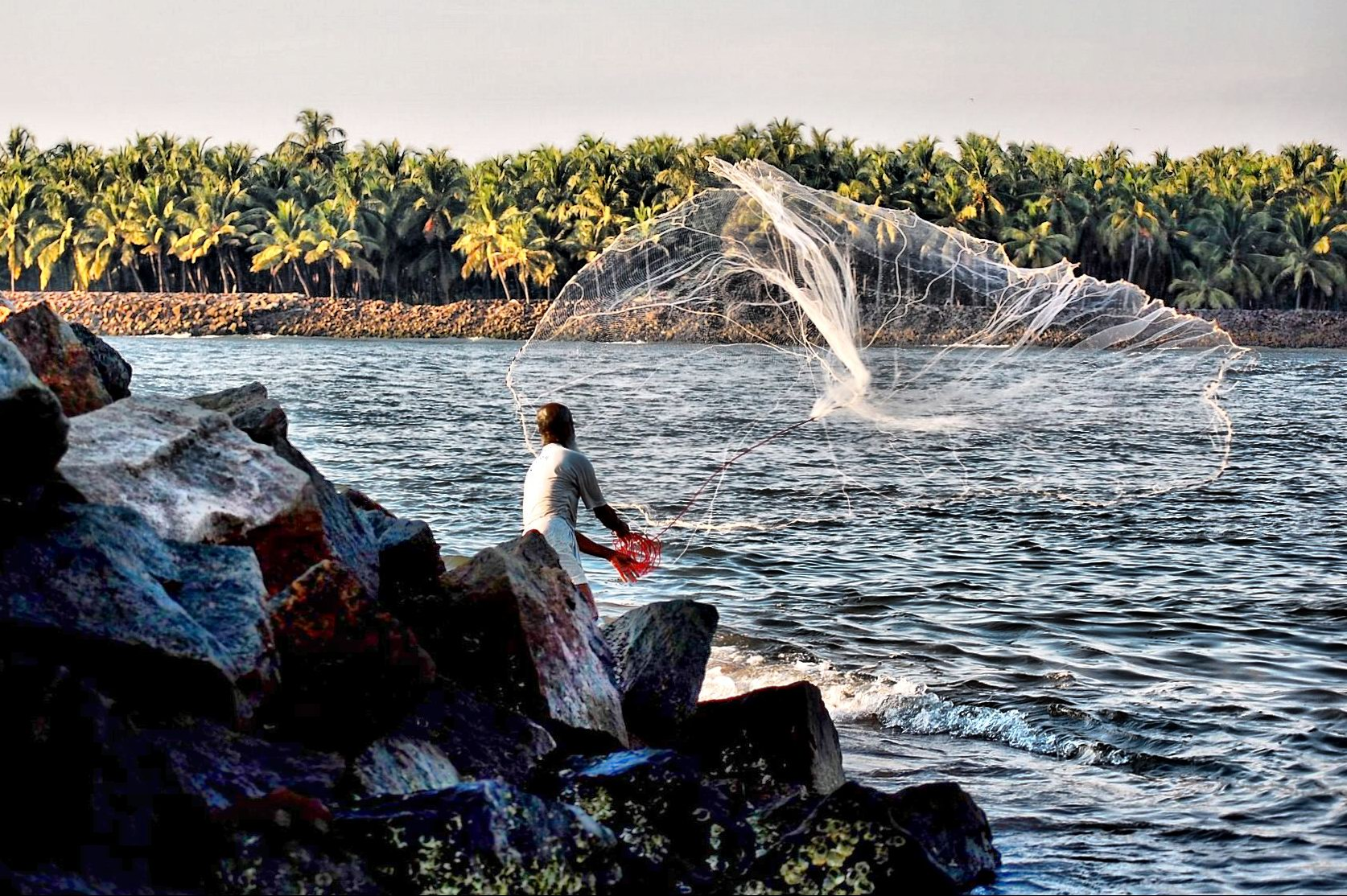
Ngư dân quăng lưới khi đứng trên mõm đá
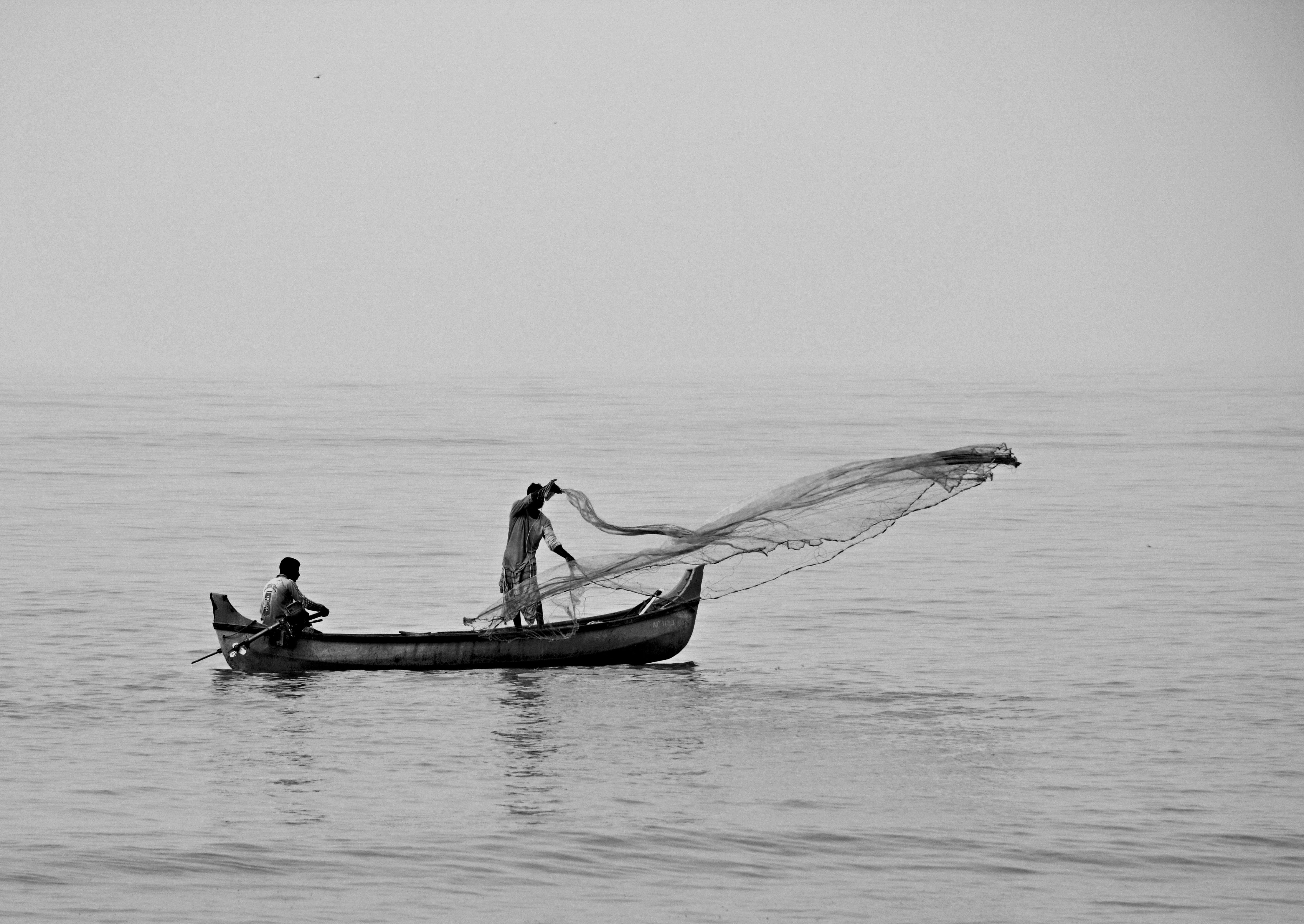
Quăng lưới từ trên xuồng, Ấn Độ
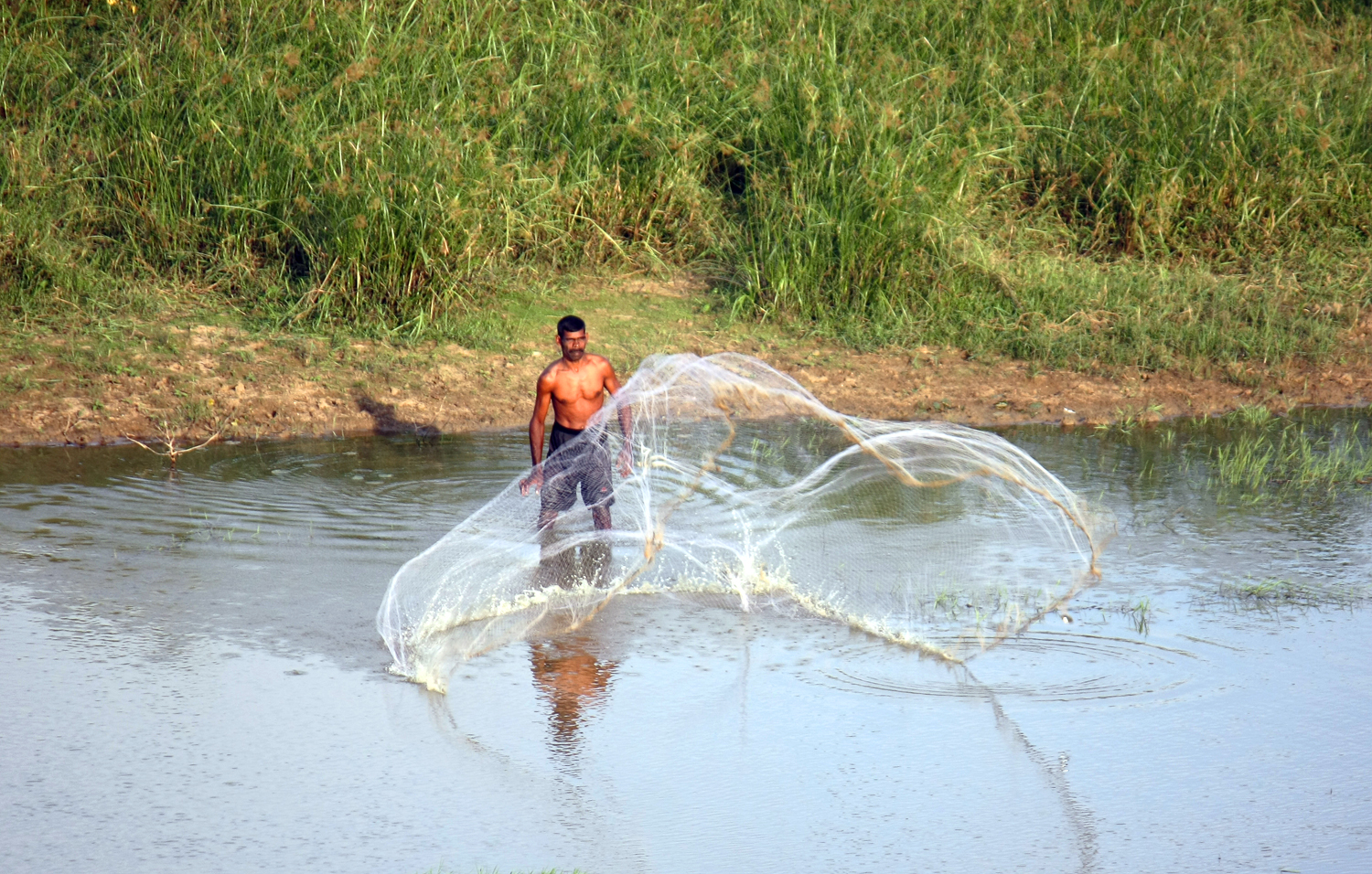
Một người đàn ông quăng lưới trong ao ở Sri Lanka
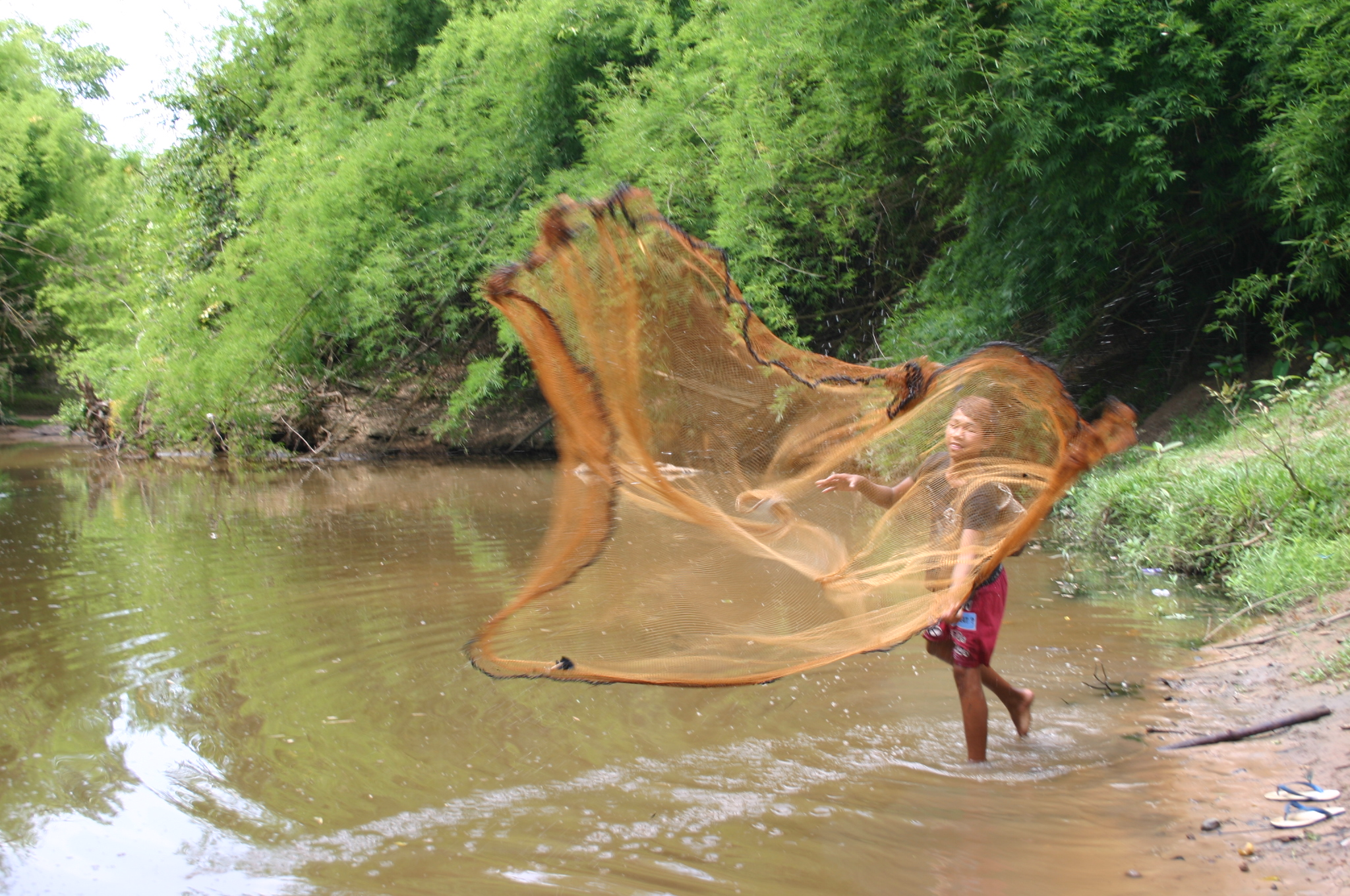
Một cậu bé quăng lưới bên bờ sông
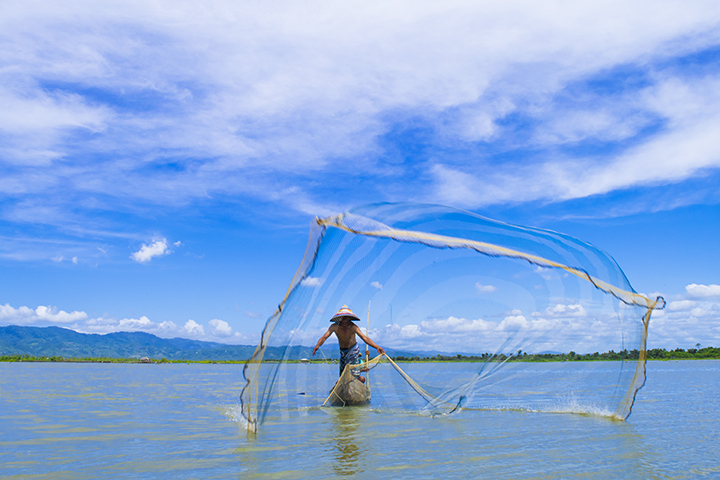
Quăng lưới trên hồ, Indonesia
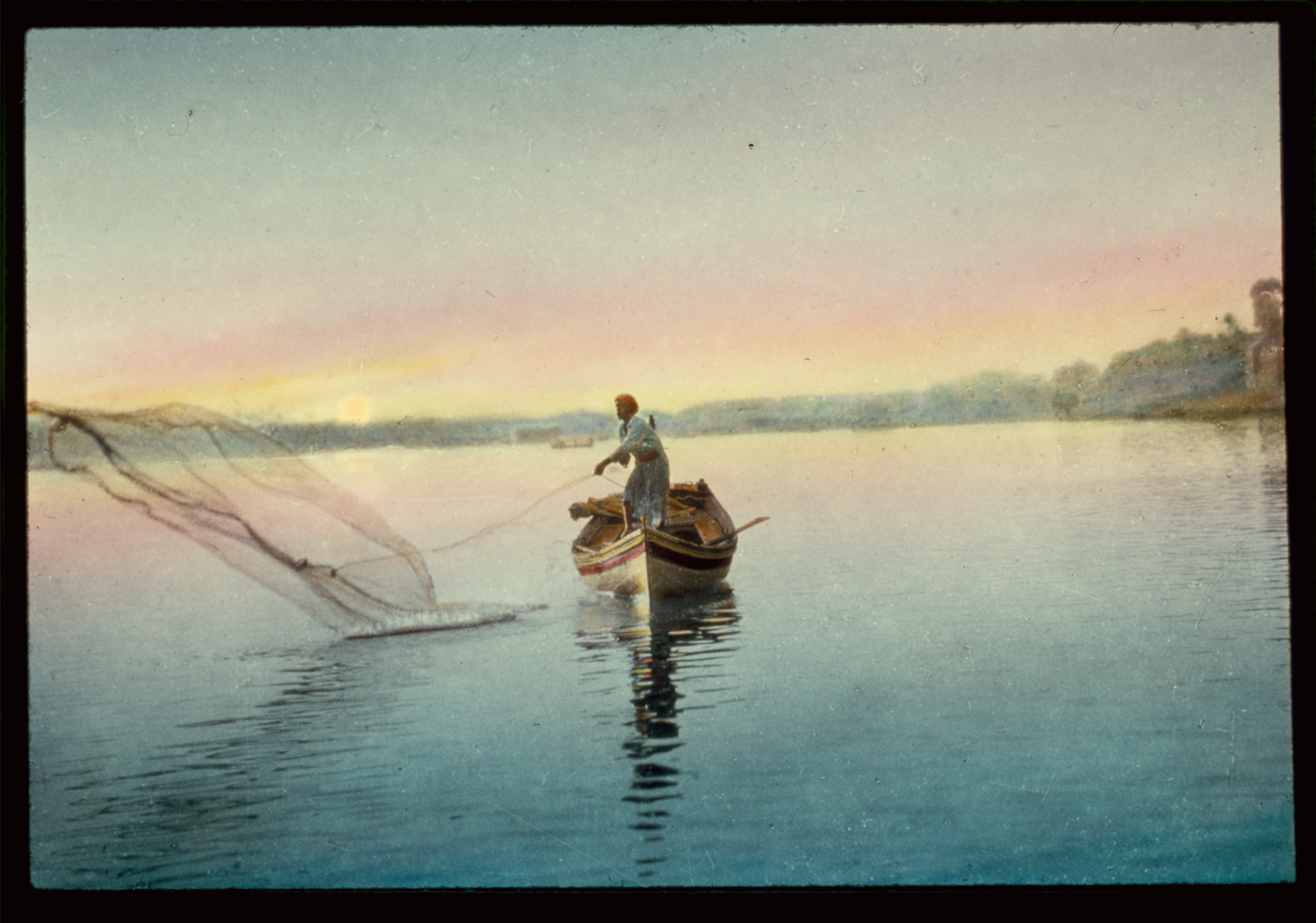
Quăng lưới trên dòng Euphrates

## Trong lịch sử, thần thoại
Vào thời La Mã cổ đại, có một loại đấu sĩ gọi là retiarius ("đấu sĩ lưới") dựa trên hình tượng ngư dân, chiến đấu với cây đinh ba và tấm lưới quăng. Retiarius thường phải đối mặt với secutor.
Trong thời gian 177-180, nhà thơ Hy Lạp Oppian sáng tác Halieutica, một bài thơ về việc đánh cá. Trong đó, ông kể về nhiều phương thức đánh cá, trong đó có cách quăng lưới từ trên xuồng.
Ta cũng có thể bắt gặp hình ảnh tấm lưới quăng trong cuốn Tân Ước.
Trong thần thoại Bắc Âu, Rán quăng lưới để bắt thủy thủ lạc đường.